# Нідере-Берде
Нідере-Берде (нім. Niedere Börde) — громада в Німеччині, розташована в землі Саксонія-Ангальт. Входить до складу району Берде.
Площа — 77,75 км2. Населення становить 7037 ос. (станом на 31 грудня 2021).